# Weinmannia racemosa
Weinmannia racemosa is een plantensoort uit de familie Cunoniaceae. Het is een groenblijvende plant, waarvan de grootte kan variëren van kleine struik tot boom. De boom bereikt een groeihoogte tot 28 meter en vormt vaak een smal gewelfd bladerdak. Volwassen bladeren zijn elliptisch, ovaal-elliptisch tot breed-ovaal van vorm. De bladranden zijn stomp gezaagd. De bloemen zijn wit of roze en groeien in aarachtige trossen.
De soort komt voor in Nieuw-Zeeland, waar hij aangetroffen wordt vanaf het centrale gebied van het Noordereiland tot op Stewarteiland zuidwaarts. De soort groeit in kust- en laaglandbossen, montane bossen en sub-alpiene bossen en kreupelhout.

## Synoniemen
- Pterophylla racemosa (L.f.) Pillon & H.C. Hopkins
- Leiospermum racemosum (L.f.) D.Don
- Windmannia racemosa (L.f.) Kuntze
- Weinmannia speciosa Banks & Sol. ex A.Cunn.

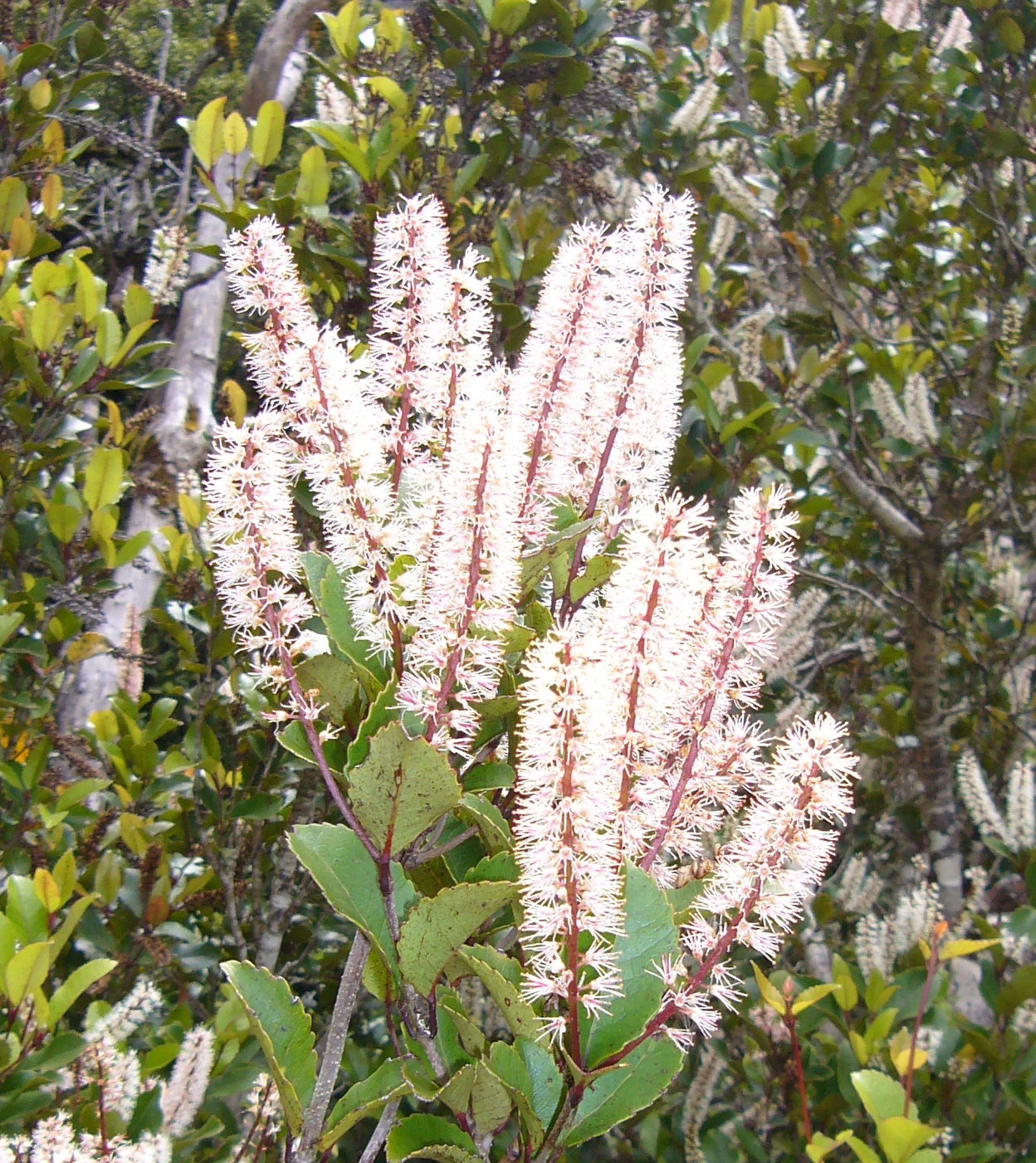
Bloemen